# Медресе Ахмета-Різи
Медресе Ахмета-Різи — мусульманський духовний навчальний заклад, заснований релігійним філософом і знавцем східної літератури Ахметом-Ризою в XIX столітті в Семипалатинську. Викладалися східна література, східна культура. У медресі навчався Абай Кунанбаєв. Будівля входить до комплексу музею Абая.